# Kalender von Mykonos
Der Kalender von Mykonos ist ein griechischer Kalender aus der ionischen Kalendergruppe, der auf der Kykladeninsel Mykonos in Gebrauch war.
Von Mykonos ist inschriftlich ein Opferkalender überliefert, in dem die vier Monatsnamen Posideon, Lenaion, Bakchion und Hekatombaion enthalten sind. Die Reihenfolge der Monate in der Inschrift folgt dem Auftreten der Monate im Opferjahr. Der Posideon ist in einer Vielzahl verschiedener ionischer Kalender bekannt und erscheint auch im attischen Kalender, dem Referenzkalender für ionische Monatsfolgen. Er kann daher mit der Position in diesen Kalendern gleichgesetzt werden. Der Lenaion ist als einer der ältesten ionischen Monatsnamen ebenfalls in einer Vielzahl von Kalendern bezeugt, wo er immer auf den Posideon folgt. Der Hekatombaion ist ebenfalls ein Monat, der aufgrund seiner Verbreitung als ein Monat des ionischen Urkalenders angenommen wird. Seine Position schwankt innerhalb der ionischen Kalendergruppe jedoch zwischen der Position des attischen Hekatombaion und des Skirophorion. Der Bakchion erscheint sonst nur noch im Kalender von Keos. Als Monat, der nach einem Dionysos-Fest benannt wurde, wird er normalerweise dem attischen Anthesterion gleichgesetzt.
Wegen der räumlichen Nähe von Mykonos und Delos wird vermutet, dass sich die Kalender von Mykonos und von Delos, abgesehen von der Ersetzung des gesamtionischen Monats Anthesterion durch Bakchios beziehungsweise Hieros, entsprechen. Diese Gleichsetzung bleibt jedoch spekulativ.
Als Referenzkalender zur Verortung der Monate im Jahr dient als am besten bekannter ionischer Kalender der attische Kalender. Dem attischen Hekatombaion entspricht im julianischen Kalender ungefähr der Monat Juli.
| Kalender von Mykonos        | Attischer Kalender |
| --------------------------- | ------------------ |
| Hekatombaion? (Ἑκατομβαιών) | Hekatombaion       |
| –                           | Metageitnion       |
| –                           | Boëdromion         |
| –                           | Pyanopsion         |
| –                           | Maimakterion       |
| Posideon (Ποσιδεών)         | Poseideon          |
| Lenaion (Ληναιών)           | Gamelion           |
| Bakchion? (Βακχιών)         | Anthesterion       |
| –                           | Elaphebolion       |
| –                           | Munichion          |
| –                           | Thargelion         |
| Hekatombaion? (Ἑκατομβαιών) | Skirophorion       |